# Commissariaat voor de Media
Het Commissariaat voor de Media is een zelfstandig bestuursorgaan dat bij wet is aangesteld voor het houden van toezicht op naleving van de Mediawet en de Wet op de vaste boekenprijs. Het Commissariaat is opgericht op 1 januari 1988, tegelijk met de invoering van de Mediawet van 1987. Als zelfstandig bestuursorgaan staat het Commissariaat tussen politiek en media-instellingen.
Het Commissariaat houdt toezicht op de publieke televisie- en radio-omroepen in Nederland (landelijk, regionaal en lokaal), de in Nederland gevestigde commerciële zenders (zoals Net5, SBS6 en Veronica) en mediadiensten op aanvraag (zoals Netflix en Disney+). Tevens houdt het sinds 2005 toezicht op de naleving van de Wet op de vaste boekenprijs.
Het Commissariaat neemt zijn besluiten onafhankelijk van het Ministerie van Onderwijs, Cultuur en Wetenschap (OCW). Het wordt gefinancierd uit de Mediabegroting en uit de toezichtskosten die commerciële media-instellingen verschuldigd zijn.
Het Commissariaat wordt geleid door een college van drie leden, commissarissen genoemd. Voorzitter is Amma Asante.

## Voorganger
In 1947 kwam er een Regeringscommissaris voor het Radiowezen en rond 1967 werd dat de Regeringscommissaris voor de Omroep. Het Bureau van de Regeringscommissaris voor het Radiowezen/de Omroep was de voorganger van het in 1988 opgerichte Commissariaat voor de Media.

## Bevoegdheden en taken
Het Commissariaat voor de Media houdt toezicht op de naleving van de Mediawet en de Wet op de vaste boekenprijs.
Het toezicht betreft publieke televisie- en radio-omroepen in Nederland (landelijk, regionaal en lokaal), de in Nederland gevestigde commerciële zenders (zoals Net5, SBS6 en Veronica) en online audiovisuele-videodiensten op aanvraag. Vanaf 1 juli 2022 vallen enkele influencers ook onder de Mediawet. Het gaat om influencers die regelmatig video's posten en er geld aan verdienen, als ondernemer ingeschreven zijn bij de Kamer van Koophandel en meer dan 500.000 volgers hebben op YouTube, Instagram of TikTok.
Met zijn werk beschermt het Commissariaat de onafhankelijkheid, pluriformiteit en toegankelijkheid van het Nederlandse audiovisuele media-aanbod. Tegelijk ondersteunt het daarmee de informatievrijheid.
Media zoals radio, televisie en online platforms spelen een belangrijke rol bij het informeren van de samenleving. De onafhankelijkheid, kwaliteit en diversiteit van die informatievoorziening zijn dan ook wettelijk beschermd, onder meer in de Mediawet en het Mediabesluit. Het Commissariaat voor de Media ziet er op toe dat deze regelgeving wordt nageleefd. Daarbij richt het Commissariaat zich op eerlijke verhoudingen tussen publieke en commerciële media-instellingen en transparante eigendomsverhoudingen in de mediasector.

## Bestuur
Het Commissariaat voor de Media staat onder leiding van een college van commissarissen, benoemd door de bewindspersoon van het ministerie van Onderwijs, Cultuur en Wetenschap. Het college bestaat uit minstens drie of vijf leden, waaronder de voorzitter. Het college bestaat momenteel echter uit twee leden door het ontslag van voormalig lid Steven Flipse. De huidige twee leden zijn Amma Asante (voorzitter sinds 15 september 2022) en Peter Eijsvoogel (lid sinds 1 maart 2021). Op basis van de Mediawet is sprake van collegiaal bestuur, zodat het college van commissarissen verantwoordelijkheid draagt voor alle besluiten, ongeacht op welke portefeuille deze betrekking hebben. Asante heeft een achtergrond als Tweede Kamerlid voor de Partij van de Arbeid, terwijl Eijsvoogel een achtergrond heeft als advocaat. Beide leden zijn benoemd onder het ministerschap van Robbert Dijkgraaf (D66).

## Toezicht op maat
Om de navolging van de Mediawet te controleren en waar nodig af te dwingen, beschikt het Commissariaat over een palet aan toezichts- en handhavingsinstrumenten. Met ‘toezicht op maat’ kiest het Commissariaat per geval de meest geschikte benadering. Dat kan een individueel gesprek zijn of een boete en alles wat zich tussen deze uitersten bevindt.

## Samenwerking in Europa
De nationale mediawetgeving staat onder invloed van de internationale regelgeving, die met name vanuit Brussel wordt uitgevaardigd. Het Commissariaat is voorstander van intensieve samenwerking tussen toezichthouders in Europa. Het is aangesloten bij verschillende Europese overlegorganen en onderhoudt nauwe contacten met zowel de Europese Commissie als met de toezichthoudende instanties in andere Europese landen.
In 2016 en 2017 was oud-collegelid Madeleine de Cock Buning voorzitter van de European Regulators Group for Audiovisual Media Services] (ERGA), een groep van nationale toezichthouders in EU-verband. ERGA is opgericht om de Europese Commissie te helpen met het vormgeven en toepassen van Europese mediaregelgeving.
Een belangrijk speerpunt van het Nederlands voorzitterschap is de bescherming van minderjarigen tegen ernstig schadelijke content op televisie, online platforms en websites. Een ander speerpunt is de onafhankelijkheid van de toezichthouders van landen in de Europese Unie.

## Bestuurlijke problemen
Op 16 juli 2019 meldde NRC Handelsblad dat er een interne chaos heerst bij de waakhond. Jan Buné heeft bij zijn herbenoeming een berisping verzwegen voor minister Arie Slob. Buné werd begin 2018 door de tuchtrechter berispt vanwege onzorgvuldig en ondeskundig handelen als accountant. Buné bekleedt daarnaast nevenfuncties die op gespannen voet staan met zijn werkzaamheden als commissaris. Eind april 2019 werd Eric Eljon geschorst vanwege een vertrouwensbreuk na publicatie van zijn roman over de Mores in Hilversum; hij is inmiddels ontslagen. Algemeen directeur Suzanne Teijgeler heeft een nieuwe functie aanvaard bij Discovery Benelux, terwijl het Commissariaat toezicht houdt op het mediabedrijf. Eerst werden de toezichtkosten verlaagd drie weken later meldde zij haar sollicitatie bij commissaris Buné. Nadat Madeleine de Cock Buning in 2019 wegens het voltooien van de maximale wettelijke benoemingstermijn was teruggetreden bleek dat zij na haar vertrek nog recht heeft op in totaal 6,5 ton wachtgeld. Deze regeling stamt nog uit 2001 waardoor de verantwoordelijke minister geen handvatten heeft om deze terug te draaien. De riante regeling heeft inmiddels op de werkvloer geleid tot veel onrust. De Cock Buning zou echter „zo kort mogelijk en in ieder geval niet langer dan een jaar” gebruik maken van deze wachtgeldregeling.